# Бушеми
Бушѐми (на италиански: Buscemi, на сицилиански Buscema, Бушема) е село и община в южна Италия, провинция Сиракуза, автономен регион Сицилия. Разположено е на 556 m надморска височина. Населението на общината е 2659 души (към 2006 г.).